# Мидлтаун (Вирџинија)
Мидлтаун (енгл. Middletown) град је у америчкој савезној држави Вирџинија. По попису становништва из 2010. у њему је живело 1.265 становника.

## Демографија
Према попису становништва из 2010. у граду је живело 1.265 становника, што је 250 (24,6%) становника више него 2000. године.
| Група             | 2000.       | 2010.         |
| Белци             | 943 (92,9%) | 1.108 (87,6%) |
| Афроамериканци    | 45 (4,4%)   | 74 (5,8%)     |
| Азијати           | 4 (0,4%)    | 6 (0,5%)      |
| Хиспаноамериканци | 8 (0,8%)    | 47 (3,7%)     |
| Укупно            | 1.015       | 1.265         |